# 陳子瑛
陳子瑛（1961年4月22日—），香港前補教名師，為大型補習社遵理學校創辦人之一。他初為小學教師，於進修後經營小型補習社，再加入伍經衡及梁賀琪共同創辦的遵理學校。他現時是該校的總校長，之前曾任教數學科，現專注在行政工作。

## 背景

### 成長與就學
陳子瑛生於一般家庭，父親是一名海員，母親則為家庭主婦（此前為小學教師）。他自小與父親見面不多，平均每年一起相處半個月。雙方均沒有書信來往。陳子瑛有三名胞弟，其中兩位同在遵理學校任職英文科日校及補習名師。他們分別為陳子建（Ian Chan）以及陳子君（Michael Chan）。而陳子瑛最年幼的親弟為陳子謙，是一位年紀比他少超過20年的政府統計處統計員。陳氏一家本居於旺角油麻地。陳子瑛與兩位弟弟曾在該處就讀幼稚園和三年小學。至小學四年級時，他們一家由於獲派葵涌梨木樹邨公屋單位，往返油麻地與屋邨的車程要三小時，所以陳子瑛決定轉讀位於屋邨內香港佛教聯合會主辦李澤甫紀念學校（已於1990年代初期停辦）。他在校時以數學科的成績較好，其後升讀荃灣聖芳濟中學。他在讀中三及中四期間已經開始替人補習，賺取外快。正因為自己教導的學生成績有進步，他內心產生不少滿足感。這令他逐漸確立了未來當教師的志向。陳子瑛於1978年香港中學會考結束後轉往位於住所附近的可風中學（嗇色園主辦）就讀預科課程，之後進入羅富國教育學院修讀教師文憑，主修體育及數學。他仍為學生時曾經取得陸運會全場總冠軍的獎項。

### 教育事業
陳子瑛在1986年正式畢業於後羅富國教育學院，並取得教師資格證書。他曾在1986年至1987年於葵青區衛理信小學（已停辦）任教，後於1987年至1990年在屯門博愛醫院歷屆總理聯誼會鄭任安夫人學校任教體育及數學科。陳子瑛為博愛醫院歷屆總理聯誼會鄭任安夫人學校創校初期的教師之一。他其後趁暑假到英國伍爾弗漢普頓大學（University of Wolverhampton）進修教育學學士。回港後在元朗開辦小學補習社。
1989年，女藝人伍詠薇的兄長伍經衡、梁賀琪與梁賀欣投資5萬元在元朗創立遵理學校。翌年，陳子瑛加入成為其中一位主要投資及經營者。他在創校初期協助派傳單、打掃清潔以及全部雜務。至1992年成功向教育署爭取將開校時只有中四五兩班的遵理學校擴展成為香港首間同時經營補習工作的正規日校。1997年，陳子瑛獲創意創業會頒發1997年度「榮譽大賞」。他於遵理學校日校自開校以來一直擔任校長至今。與此同時，亦負責補習數學直至交棒給新人後專注行政工作。

### 貢獻社區
除了教育事業以外，陳氏也熱心貢獻社區。1998至1999年，陳子瑛擔任新界國際聯青社（Y's Men's Club of New Territories）第14屆社長。此後仍然服務該社作義務司庫，並無間斷參與屯門一帶的社區活動，例如敬老活動、地區聯合例會等等。另外，他既是香港童軍總會屯門西區區務委員會2016至2017年度的副會長，亦是香港女童軍總會2016至2018年度的名譽會長。

## 家庭生活
陳子瑛已婚，但沒有子嗣，因為他公務繁忙，錯過了生小孩的最佳時間，加上無時間照顧子女。所以與其妻協議不生育。不過，他會把自己曾經所教授的學生視為自己的子女看待。

## 外部連結
- 陳子瑛的Facebook專頁
- 遵理學生三打一 網上熱播，東方日報，2007年3月3日 （页面存档备份，存于）
- 創意創業會「榮譽大賞」1997年度年度獲獎者（排名不分先後）[永久]